# بينيت تشامب كلارك
بينيت تشامب كلارك (بالإنجليزية: Bennett Champ Clark) (و. 1890 – 1954 م) هو سياسي، وقاض، ومحام من الولايات المتحدة الأمريكية ولد في بولنغ غرين، ميزوري.
تولى منصب عضو مجلس الشيوخ الأمريكي .وهو عضو في الحزب الديمقراطي الأمريكي .

## التعليم
تعلم في جامعة جورج واشنطن.